# H-8 (film)
H-8 je jugoslovanski črno-beli dramski film iz leta 1958, ki ga je režiral Nikola Tanhofer po scenariju Zvonimirja Berkovića in Tomislava Butorca, v glavnih vlogah pa nastopajo Đurđa Ivezić, Boris Buzančić in Antun Vrdoljak. Zgodba prikazuje prometno nesrečo na hitri cesti med Zagrebom in Beogradom, ki jo med nevihto povzroči nepremišljeni voznik avtomobila in v katero sta vpletena še tovornjak in avtobus. Film temelji na resnični prometni nesreči s smrtnim izidom iz leta 1957, pri kateri krivca niso odkrili.
Film je bil premierno prikazan 15. julija 1958 v jugoslovanskih kinematografih in je naletel na dobre ocene kritikov. Na Puljskem filmskem festivalu je osvojil glavno nagrado velika zlata arena za najboljši jugoslovanski film, ob tem pa še nagrade za najboljšo režijo (Tanhofer), scenarij (Berković in Butorac), stranskega igralca (Vrdoljak) in stransko igralko (Oremović) ter nagrada občinstva. Na Mednarodnem filmskem festivalu v Mar del Plati je bil nominiran za najboljši mednarodni film. Leta 1999 ga je 44 hrvaških filmskih kritikov in zgodovinarjev uvrstilo na drugo mesto najboljših hrvaških filmov vseh časov, za film Kdor poje, zlo ne misli, leta 2020 pa se je v podobni anketi uvrstil na prvo mesto.

## Vloge
- Đurđa Ivezić kot Alma Novak
- Boris Buzančić kot novinar Boris
- Antun Vrdoljak kot fotograf Vodopija
- Vanja Drach kot Krešo Miljuš
- Mira Nikolić kot mlada mati Gordana
- Marijan Lovrić kot Rudolf Knez
- Antun Nalis kot tat Ivica
- Rudolf Kukić kot Švicar Oswald
- Mia Oremović kot Oswaldova žena
- Stane Sever kot Janez Pongrac
- Pero Kvrgić kot gospod Jakupec
- Marija Kohn kot gospa Tamara Jakupec
- Fabijan Šovagović kot Franjo Rošić
- Ljubica Jović kot Krešina žena
- Siniša Knaflec kot Vladimir Knez